# 羅定空港
羅定空港（らていくうこう）は中華人民共和国広東省羅定市に位置する空港。2009年12月現在就航便はなく事実上閉鎖されている。